# Ramdane Djamel
Ramdane Djamel è un comune dell'Algeria, situato nella provincia di Skikda.